# Beverly Milton Dyck
Pour les articles homonymes, voir Dyck.
Beverly Milton "Bev" Dyck (18 mai 1936-11 août 2012) est un enseignant et un homme politique provincial canadien de la Saskatchewan. Il représente les circonscriptions de Saskatoon City Park et de Saskatoon Mayfair à titre de député du Nouveau Parti démocratique de la Saskatchewan de 1971 à 1982.

## Biographie
Né à Laird (en) en Saskatchewan, Dyck est le fils de John H. Dyck et étudie à l'Université de la Saskatchewan. En 1962, il épouse Loretta Gawdun.

## Carrière politique
Après avoir enseigné pendant quelques années, il entre en politique provincial à titre de député de Saskatoon City Park en 1971. Réélu dans Saskatoon Mayfair en 1975 et en 1978, il ne se représente pas en 1982.
Il siège au conseil municipal de Saskatoon de 1985 à 1994. Il meurt d'une paralysie supranucléaire progressive à l'âge de 78 ans.